# Operació: Aniquilació
"Operació: Aniquilació" (títol original en anglès "Operation -- Annihilate!") és el vint-i-novè i últim episodi de la primera temporada de la sèrie de televisió de ciència-ficció estatunidenca Star Trek. Escrit per Steven W. Carabatsos i dirigit per Herschel Daugherty, es va emetre per primera vegada el 13 d'abril de 1967 a CBS.
A l'episodi, la tripulació de la Enterprise ha de trobar una manera d'exterminar els paràsits que alteren el comportament que s'han apoderat dels cossos dels residents d'un Colònia de la Federació, inclosa el germà del capità Kirk, Sam i la família. L'episodi és popular per revelar fets nous sobre la fisiologia de Vulcà.

## Argument
L'USS Enterprise segueix un camí de bogeria massiva que ha afectat diversos planetes, provocant el col·lapse de les seves civilitzacions. S'apropen a Deneva, una colònia de la Federació on el germà del capità Kirk, Sam, ha estat estacionat juntament amb l'esposa de Sam, Aurelan i el seu fill, en Peter. Després d'entrar al sistema, intenten aturar una nau mentre se submergeix al sol local, el seu pilot delira per ser "lliure" abans que la nau sigui destruïda.
Es ransporten a la ciutat principal de Deneva, Kirk, el primer oficial Spock, el cap mèdic oficial Dr. McCoy i un dstacament de seguretat i troben la ciutat tranquil·la. Un grup d'homes armats amb porres intenten avisar la partida d'aterratge i després atacar. Kirk deixa els homes atordits, però McCoy descobreix que els seus cervells encara estan sent estimulats violentament. El grup localitza la casa de la família Kirk; Sam (interpretat per William Shatner) ha mort, mentre que Aurelan (Joan Swift) actua irracionalment abans de desmaiar-se i Peter (Craig Hundley) està en coma. Kirk i McCoy tornen amb els supervivents a l’Enterprise, on McCoy descobreix que pateixen una condició similar a la dels seus atacants. McCoy dóna els dos analgèsics, i Aurelan es desperta breument per dir-li a Kirk que "coses" horribles s'estenen d'un planeta a un altre, utilitzant els cossos d'altres per construir naus.
Kirk torna al planeta i s'uneix a Spock a la recerca d'aquestes entitats. Troben una sèrie de criatures unicel·lulars adossades a les parets i al sostre d'un edifici. Les criatures volen i intenten atacar als humans; el grup d'aterratge descobreix que són gairebé immunes al foc de faser. Un entra en contacte amb Spock abans que Kirk pugui treure'l, i Spock cau amb dolor. Es transporten de nou a l' Enterprise, i McCoy determina que la criatura ha injectat part del seu teixit a la columna vertebral de Spock; serà impossible d'extirpar quirúrgicament. Quan Spock recupera la consciència, intenta prendre el control de la nau, però McCoy el seda a temps. Més tard, Spock demana disculpes a Kirk i afirma que la seva disciplina mental pot controlar el dolor, però que ha de tornar a la superfície per adquirir un exemplar per estudiar. Kirk i McCoy estan d'acord, i Spock, en tornar a la colònia, és capaç d'atontar una criatura. Tornant a l' Enterprise, Spock i Kirk determinen que les criatures formen part d'una ment rusc. Spock i McCoy fracassen en els seus intents de destruir la criatura.
Kirk celebra una reunió de personal superior, afirmant que han de trobar una solució abans que les criatures arribin al següent planeta habitat, amb més d'un milió de persones; una solució que no mati els hosts. Kirk recorda que el pilot de la nau va dir que estava lliure abans de capbussar-se al sol, i sospita que les propietats del sol podrien fer mal a les criatures. S'adona que no han provat la llum visible com a mitjà per derrotar les criatures. Una prova inicial de llum encegadora provoca la mort de l'exemplar a l'infermeria. Aleshores, Spock s'ofereix per ser exposat a una llum intensa, sense protecció ocular, per demostrar que una criatura que infecta un hoste pot ser assassinada. Tot i que la prova té èxit, Spock ara està cec. L'anàlisi de la prova inicial mostra que només era necessària la llum ultraviolada per matar la criatura. L' Enterprise inunda la colònia amb llum ultraviolada d'una sèrie de satèl·lits, matant les criatures del planeta i purgant els paràsits dels supervivents. Mentre l' Enterprise es prepara per sortir de l'òrbita, Spock revela que les seves parpelles internes vulcanianes havien impedit la ceguesa permanent i que pot tornar a veure.

## Repartiment i doblatge al català
La sèrie va ser doblada al català pels estudis Tecni-3 (primera part) i Diálogo (segona part) i emesa a TV3 l’any 1989. Els dobladors de l'episodi foren:
| Personatge                | Actor/actriu     | Veu en català                      |
| ------------------------- | ---------------- | ---------------------------------- |
| James T. Kirk             | William Shatner  | Jordi Boixaderas                   |
| Spock                     | Leonard Nimoy    | Isidre Sola i Llop                 |
| Montgomery Scott 'Scotty' | James Doohan     | Joan Carles Gustems Domènec Farell |
| Hikaru Sulu               | George Takei     | Jaume Nadal Enric Cusí             |
| Nyota Uhura               | Nichelle Nichols | Glòria Roig Azucena Díaz           |
| Christine Chapel          | Majel Barrett    | Ana Maria Mauri Rosa Gavin         |
| Aurelan Kirk              | Joan Swift       | Pilar Rubiella                     |
| Home denevà               | Fred Carson      | Joaquim Sota                       |
| Home denevà               | Jerry Catron     | Ferran Llavina                     |
| Tinent Leslie             | Eddie Paskey     | Enric Isasi-Isasmendi              |

## Producció

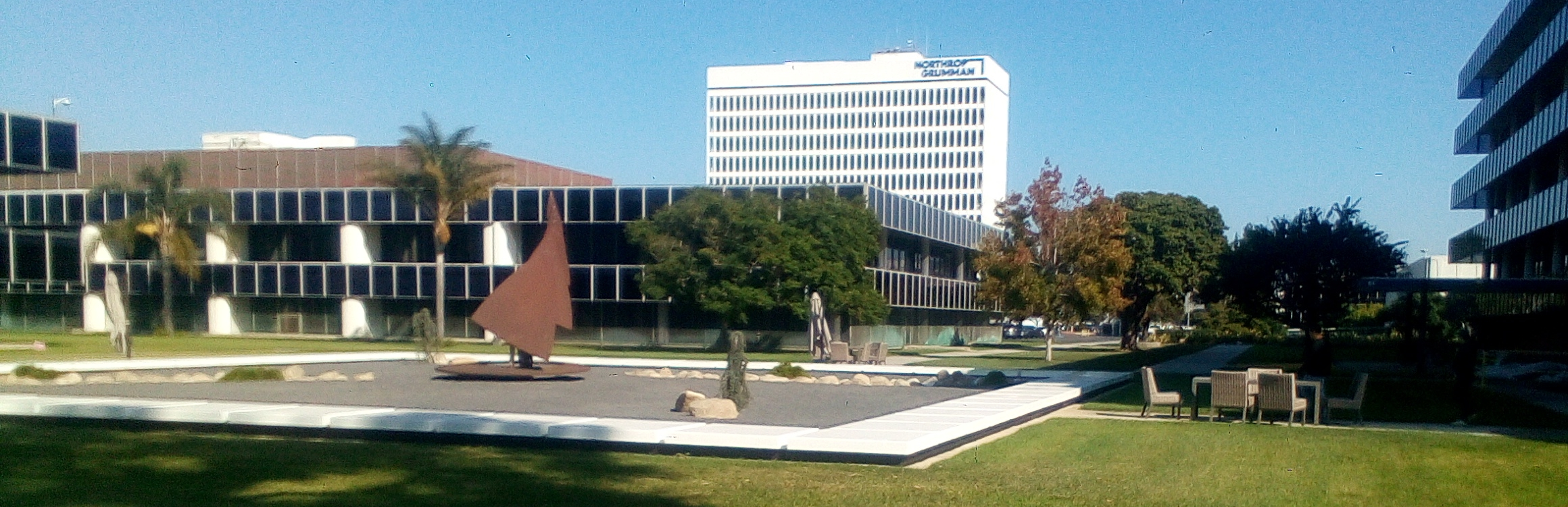
Plaça històrica del pati de quads a Space Park amb piscina reflectant de 75'×75' (23×23 m) (ara plena de grava seca per a la conservació de l'aigua) on la tripulació va baixar des de la nau estel·lar Enterprise.

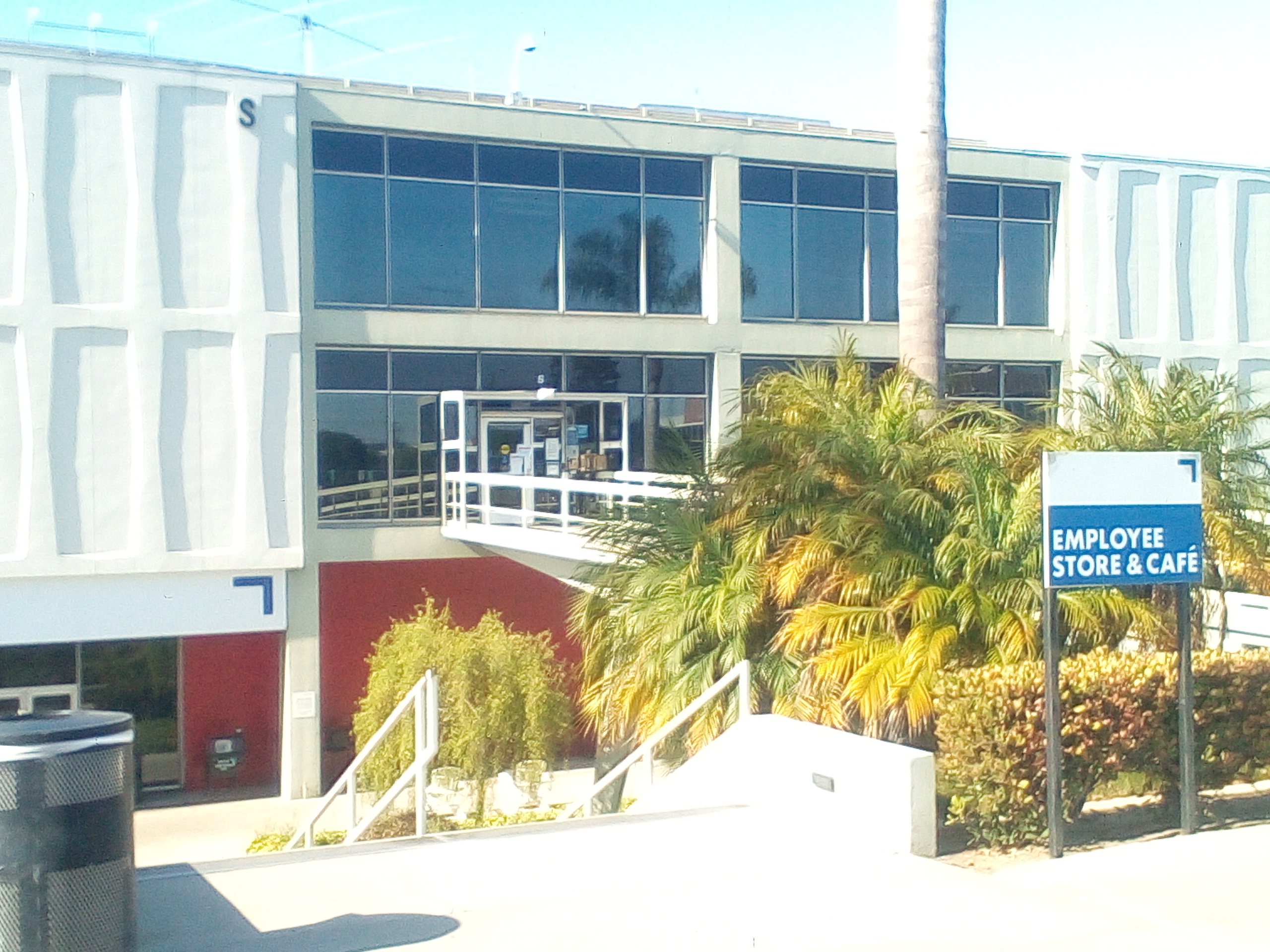
Edifici. S ("servei") a Space Park que mostra l'escala que baixa a la cafeteria S-Cafe. Els denevans van baixar per atacar la tripulació de l’Enterprise sota la passarel·la que es veu al centre que condueix a l'entrada del primer pis. També és visible la paret de rajoles vermelles prop de l'entrada del nivell inferior on Spock va participar en un combat cos a cos amb un Denevan.

El guió, que va ser escrit per Steven W. Carabatsos, es titulava originalment "Operation: Destroy". Aurelan era una dona denevana enamorada d'un home anomenat Kartan, i va ser Kartan qui va fer volar el vaixell cap al sol de Denevan en la seqüència introductòria. El pare d'Aurelan també va ser un personatge important en la sèrie, i els dos colons no van ser infectats pels "paràsits neuronals de Denevan". En canvi, van ajudar el Dr. McCoy i el Sr. Spock amb la investigació sobre com la llum podia destruir els paràsits. El guió no va acabar originalment amb la tripulació d'Enterprise utilitzant la llum per destruir els paràsits. En canvi, la nau aprèn la ubicació del món d'origen dels extraterrestres i destrueix el "cervell" de control central que hi ha. L'autor James Blish va utilitzar aquest esborrany del guió quan va adaptar l'episodi per a la impressió, i aquest final apareix al capítol "Operation -- Annihilate!" a l'antologia Star Trek 2.
Aquest va ser el primer episodi de la sèrie dirigit per Herschel Daugherty. Daugherty també dirigiria "La cortina salvatge" de la tercera temporada. També va ser la primera aparició a Star Trek de l'actor infantil Craig Hundley, que va interpretar Peter Kirk. També interpretaria Tommy Starnes a l'episodi de la tercera temporada "I els nens ens guiaran".
El rodatge es va produir en dos llocs. L'escena on el grup d'aterratge "Enterprise" arriba a la superfície es va filmar al campus de TRW, Space Park (ara Northrop Grumman Aerospace Systems) a Redondo Beach, Califòrnia. L'entrada del laboratori de Sam Kirk és la cafeteria de l'edifici. S a Space Park. L'exterior del laboratori de Sam Kirk, que inclou pilons blancs, és el Schoenberg Hall de la Universitat de Califòrnia a Los Angeles. El rodatge a TRW es va produir el febrer. 15, 1967.
Els paràsits neuronals van ser creats pel dissenyador d'accessoris Wah Chang a partir de bosses de vòmits fal.
L'episodi es va emetre el 13 d'abril de 1967 i va ser l'últim episodi de la primera temporada de la sèrie. Una escena no va entrar a l'episodi. Aquesta escena va arribar al final de la història, i va presentar Peter Kirk (vestit amb una túnica de la divisió de comandament) assegut a la cadira del capità al pont mentre el seu oncle, James T. Kirk, accepta deixar-lo tornar a Deneva per viure amb el soci d'investigació de Sam i amic de Kirk. Tot i que va ser filmat, es va editar per limitacions de temps. Això va deixar l'actor Hundley sense cap línia a l'episodi acabat; el personatge de Peter Kirk passa tot l'espectacle inconscient. També va deixar l'episodi sense cap explicació sobre què passa amb Peter.

## Recepció
Zack Handlen de The A.V. Club va donar a l'episodi una qualificació "B+", descrivint-lo com "una mica pesat en alguns llocs", però d'altra manera elogiant l'amenaça alienígena i l'actuació de Nimoy.
El 2016, TVLine va classificar això com un dels vint moments principals de Star Trek, assenyalant el moment aterridor quan l'alienígena ataca Spock.
Hollywood.com va classificar Operation -- Annihilate! al 36 dels 79 episodis de la sèrie original.

## En la cultura popular
Galaxie 500, una banda estatunidenca de rock alternatiu, va escriure una cançó sobre l'episodi per al seu àlbum de 1990 This Is Our Music. La cançó es titulava "Spook", però la banda va utilitzar en secret el títol "Spock" ja que la lletra es referia a la ceguesa de Spock en aquest episodi:
| « | When you went blind Then I nearly lost my mind It didn't last 'Cause you have another eyelid | » |
| — Quan vas quedar cec Aleshores gairebé vaig perdre el cap No va durar Perquè tens una altra parpella |                                                                                              |   |

El grup de rock Powerman 5000 va samplejar la línia d’Aurelan, "They came... Things...! HORRIBLE things!" d'aquest episodi per al començament de la cançó "Public Menace, Freak, Human Fly," la primera pista del seu àlbum Mega!! Kung Fu Radio.